# San Marco (Veneza)

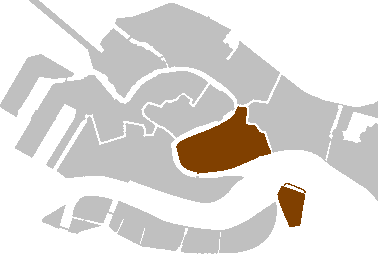
O sestiere de San Marco

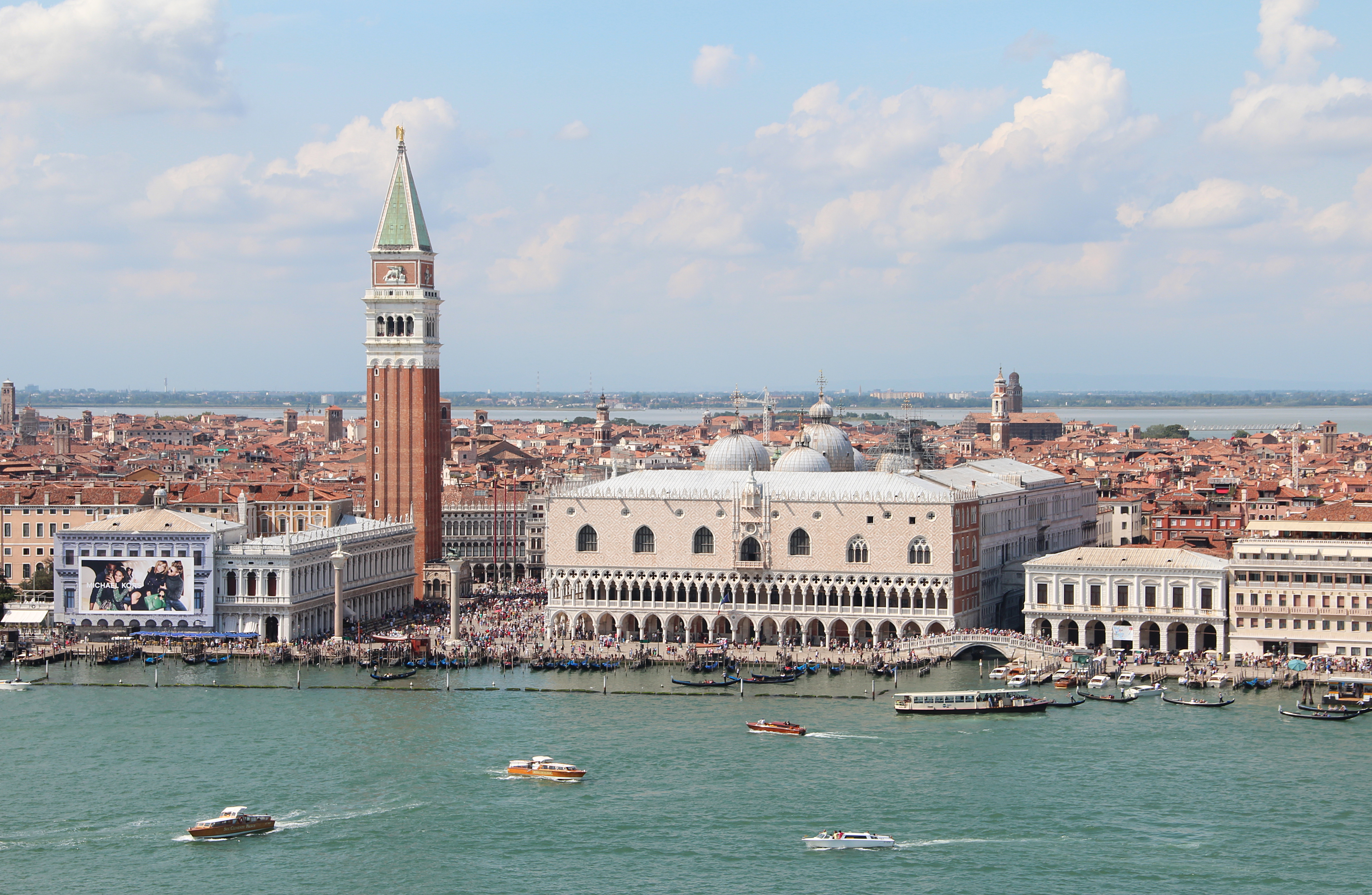
San Marco visto do campanário da Basílica de San Giorgio Maggiore.

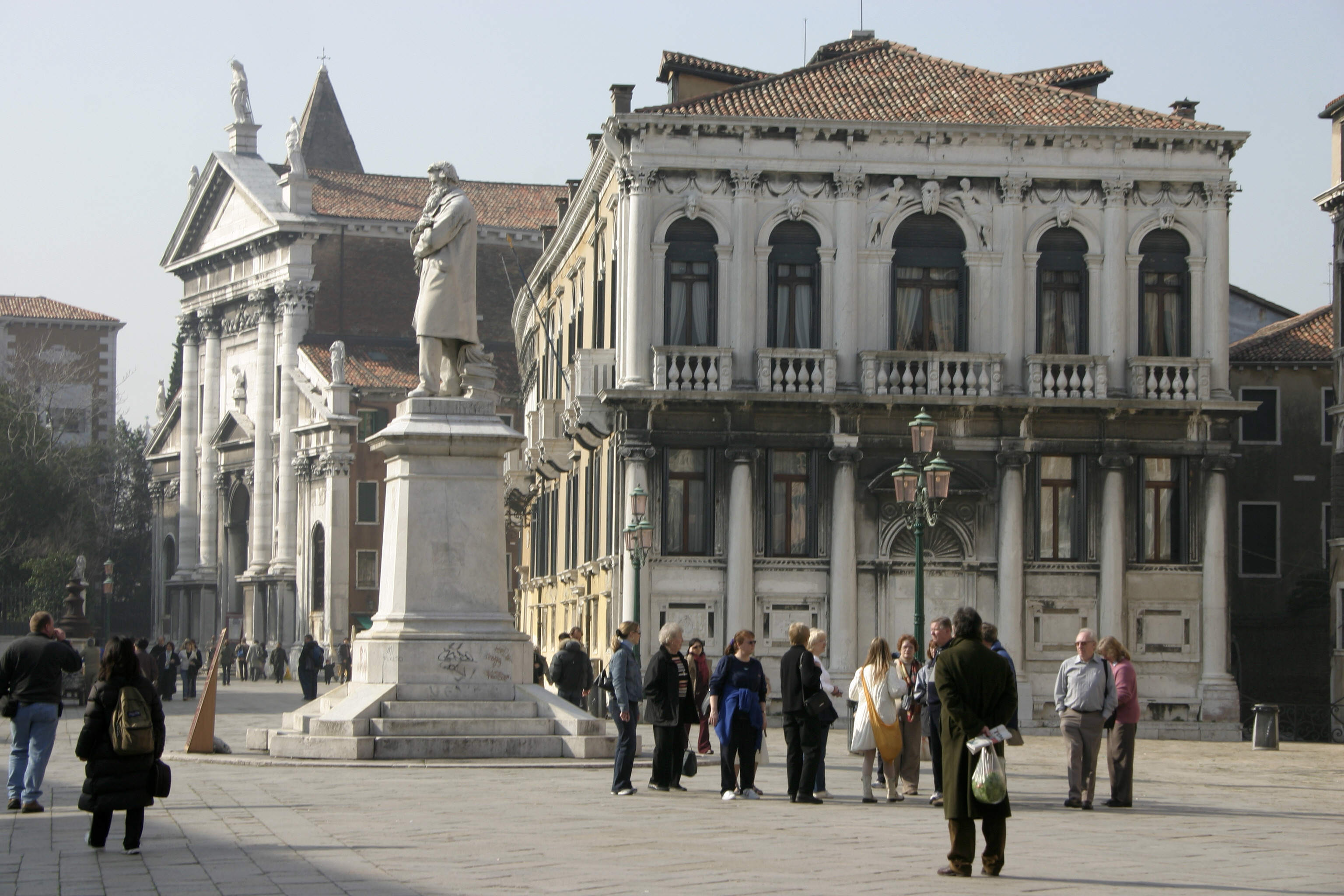
Palazzo Loredan no Campo di Santo Stefano

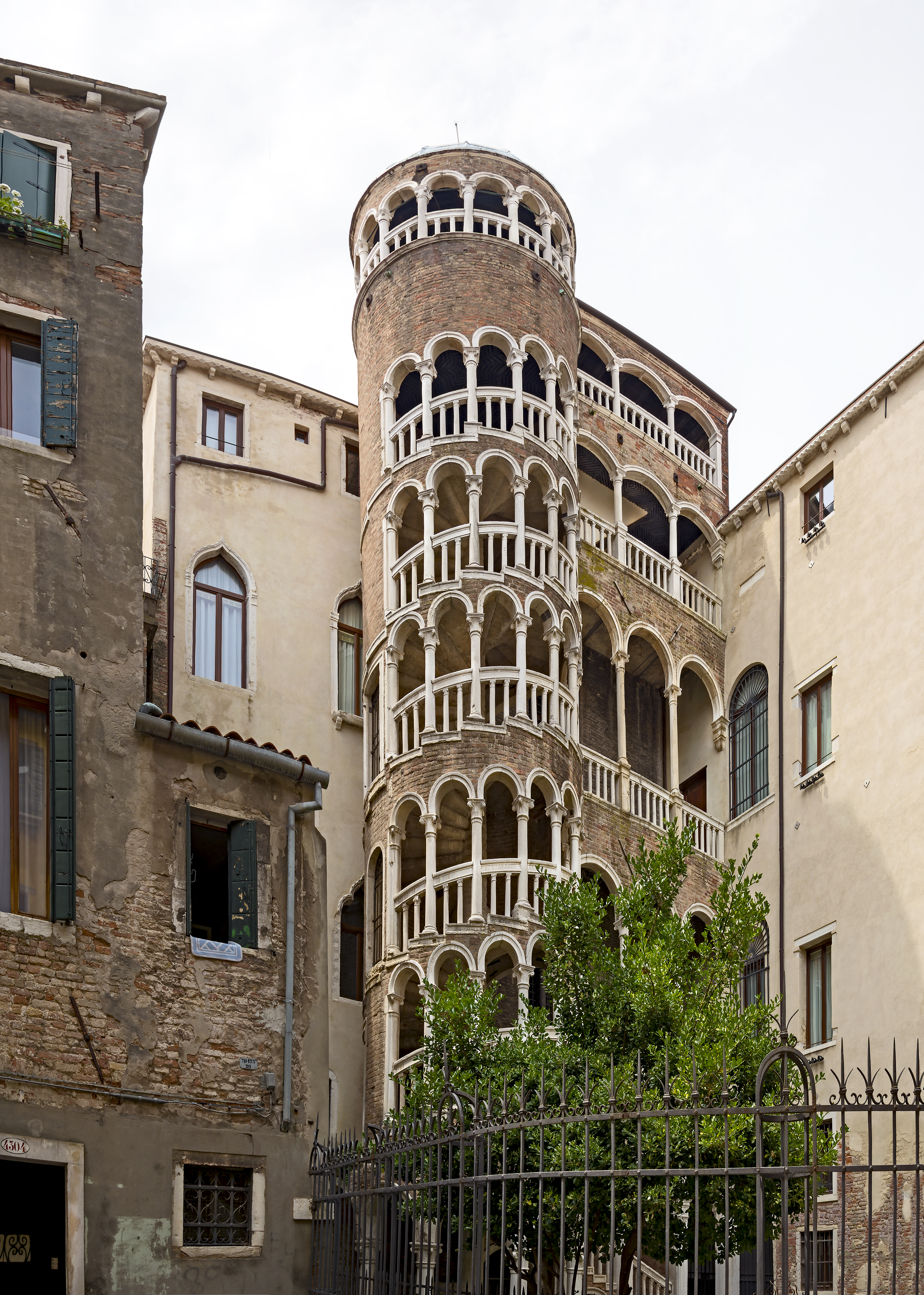
Escadaria do Palácio Contarini-Fasan

San Marco é o sestiere mais central de Veneza. É neste sestiere que se situa a Praça de São Marcos, a Basílica, e o seu Campanário.

## Geografia
Este sestriere limita a nordeste, oeste e sul com o Grande Canal. É vizinho do sestiere de Cannaregio estando separado pelo canal Fontego dei Tedeschi, e do sestiere de Castello no cruzamento deste último canal com o canal de la Fava. O limite segue por este até encontrar o canal de San Zulian e o Canal de Palazzo para passar entre o Palácio dos Doges e a prisão sob a Ponte dos Suspiros.
Inclui ainda a ilha de San Giorgio Maggiore.

## História
No coração da "Sereníssima", o sestiere de San Marco nasceu junto ao Rialto antes do centro político e judiciário se instalar na praça homónima. Durante muitos séculos, Veneza foi chamada de Rivoalto Civitas, referência ao Rialto e ao primeiro nome do sestiere que foi na realidade "Rivoalto".
A Praça de São Marcos nasceu em redor das duas primeiras igrejas da zona. Uma delas, a igreja de San Geminiano, foi destruída por Napoleão em 1807 para reunir as duas procuradorias pela construção que tomaria mais tarde o nome de "Ala Napoleónica". O nome de São Marcos provém da relíquia do santo, instalada na basílica desde 828, ano em que os pescadores Bon da Malamocco e Rustego da Torcello a trouxeram de Alexandria.
Veneza, no início da sua história, foi disputada entre o Patriarcado de Aquileia e o de Grado. Esta luta teve por consequência a mudança contínua de santo protetor para a cidade lagunar, com cada uma das duas cidades a querer impor o seu santo, São Marcos ou São Teodoro. As duas estátuas de santos no alto das colunas da Piazetta San Marco testemunham esta disputa.

## Igrejas e monumentos
San Marco, além da Basílica de Veneza, tem as magníficas igrejas de Santo Stefano e San Moisè. Também lá ficam as igrejas de San Salvador, San Bartolomeo, San Zulian, San Luca, San Beneto, San Fantin e Santa Maria del Giglio. Na ilha de San Giorgio Maggiore, fica a sublime Basílica de San Giorgio Maggiore e o seu campanário.
O principal palácio do sestiere é o Palácio dos Doges (o seu anexo "carcerário" encontra-se já no sestiere contíguo de Castello). O conjunto monumental da Praça de São Marcos inclui ainda a Torre do Relógio, o Campanário de São Marcos, as Procuradorias e a Ala Napoleónica, que albergam o museu Correr e a Biblioteca Marciana ou Sansoviniana. Entre os numerosos palácios, cita-se somente os Palácios Loredan, Grimani, Corner Spinelli, Mocenigo, Grassi, que alberga a coleção François Pinault, Corner della Ca' Grande, Gritti, Contarini-Fasàn, Tiepolo, e Giustinian, todos ao longo do Grande Canal, entre o Rialto e São Marcos.
É no sestiere de San Marco que se encontram ainda o Palácio Contarini del Bovolo com a sua famosa escadaria, e o Teatro La Fenice, o teatro de ópera da cidade.